# Argos (mitologija)
Argos je v grški mitologiji stooki velikan.
Njegovo ime pomeni »vsevedi« ali »bister«. Tako so ga poimenovali, ker je imel po celem telesu posutih sto očes. Bil je vseskozi buden, zato je po naročilu Here pazil na Io, da se ne bi shajala z Zevsom.
Argos je bil izjemno močan velikan, ki je med drugim ubil divjega bika, ki je pustošil po Arkadiji. Pokončal je tudi pošast Ehidno. Hera, ki je zaupala Argosovim sposobnostim, mu je naročila, naj nadzoruje Zevsovo ljubico. Mit govori o kralju Inahu, ki je imel prelepo hčer Io. Vanjo se je zagledal Zevs, ki jo je zalezoval in ji dvoril. Deklica mu je hotela zbežati, a ji ni uspelo saj je Zevs naredil okoli nje gosto temo. Hera, ki je bila zelo ljubosumna je zaslutila kaj se dogaja. V trenutku, ko je Zevs dvoril lepi Io ga je poskusila presenetiti. Zevs je začutil ženino prisotnost in še preden se je prikazala je Io spremenil v kravo. Hera je vedela, da jo hoče ukaniti, zato ga je prosila, da ji kravo podari. Zeus ni vedel, kako naj se reši iz te zadrege in je ženi kravo podaril. Hera se je odločila, da bo dala kravo v varstvo Argosu in tako preprečila, da bi se Zevs še kdaj spogledoval z Io. Lepa Io je tako živela v ujetništvu kot krava. Zevs tega ni mogel dolgo prenašati, zato je svojemu sinu Hermesu ukazal naj Argosu odvzame vid in deklico reši. Hermes je s pastirsko piščaljo Argosa uspaval in ga ubil. Hera je po Argosovi smrti vzela vsa njegova očesa in jih vtkala v rep svoje najljubše ptice, pava.

## Argos v antični umetnosti
Ena od upodobitev smrti Argosa je na Atiški črni figuralni amfori iz leta 530. Na njej je upodobljen trenutek, ko Hermes napade Argosa, moškega z obrazom na obeh straneh svoje glave. Hera prihiti, da bi rešila Io, ki pa stoji mirno stran od boja. Iz istega obdobja se je ohranila še ena amfora, na kateri je Argos upodobljen kot nag moški z veliko brado in z dodatnim očesom na prsih, Io pa je bik.
Tema je prikazana na več tisočih Atiških rdečih figuralnih vazah od leta 500 pa vse do sredine 4. stoletja. Hermesovo orožje je na teh vazah večinoma meč. Na zgodnjih pa je Argos prikazan kot nag moški, katerega celo telo je pokrito z očesi.